# John Russell (politikus)
John Russell, Russell 1. grófja (1792. augusztus 18. – 1878. május 28.) brit politikus, kétszeres miniszterelnök és a XIX. századi liberális reformmozgalmak egyik vezető alakja volt. Jelentős szerepet játszott az 1832-es parlamenti reformban és a brit Liberális Párt megalakulásában.

## Család
John Russell Bedford 6. hercegének, John Russellnek a harmadik fia volt. Kétszer házasodott: első felesége Adelaide Lister volt, aki 1838-ban meghalt gyermekágyban. Második feleségétől, Frances Anna Maria Elliot-Murray-Kynynmoundtól, több gyermeke született, köztük John Russell, Amberley vikomtja, akinek fia, Bertrand Russell lett a világhírű filozófus és harmadik gróf.

## Politika
John Russell az 1830-as években a whig párt egyik vezető reformere volt, és kulcsszerepet játszott az 1832-es Reform Act elfogadtatásában. A törvény célja a választási rendszer igazságosabbá tétele volt: megszüntette több „rothadt város” képviseletét, és megnövelte a nagyobb ipari városok parlamenti képviseletét. Russell 1831-ben a reformtörvény egyik legaktívabb támogatójaként lépett fel az alsóházban. Az intézkedés ugyan nem vezette be az általános választójogot, de jelentős lépést jelentett a modern brit demokrácia kialakulása felé. Hozzájárult a politikai képviselet kiterjesztéséhez a városi középosztály számára, és csökkentette az arisztokrácia túlsúlyát a parlamentben. Russell ezzel megalapozta politikai karrierjét és reformpárti hírnevét.
A Whig párt tagjaként már korán síkra szállt a szólásszabadság, a vallási türelem és a választójogi reformok mellett. Fontos szerepet játszott az anglikán egyház és a katolikusok közötti egyenjogúsítás előmozdításában. 1859-ben a Whigek, radikálisok és peeliták egyesítésével megalapította a Liberális Pártot, amely hosszú időre meghatározta a brit politika arculatát. Russell elvei jelentős hatással voltak a párt korai irányvonalára és ideológiai alapjaira. Liberális politikusként következetesen támogatta a társadalmi és politikai modernizációt. John Russell a brit liberalizmus egyik kulcsfigurája volt a XIX. század közepén.

## Miniszterelnökségek
John Russell először 1846 és 1852 között töltötte be a miniszterelnöki posztot. A gabonatörvények eltörlését követően vette át a kormányt a whigek élén. Kormányzása alatt a közegészségügy és az oktatás reformját próbálta előmozdítani, de koalíciós nehézségek és a belső megosztottság korlátozták mozgásterét. Második miniszterelnöksége 1865–1866 között rövidebb és kevésbé sikeres volt, ekkor egy újabb választójogi reformot próbált keresztülvinni, de a parlament elutasította a javaslatát. A vereség következtében lemondott, és ezzel politikai pályájának aktív szakasza véget ért. Mindkét kormányfői ciklusa alatt visszafogott, de következetes reformpárti politikát folytatott.

## Értékelés
John Russell politikai pályáját több kritika is érte. Kortársai gyakran kifogásolták bizonytalan vezetési stílusát és azt, hogy hajlamos volt kompromisszumokat kötni még akkor is, amikor határozott fellépésre lett volna szükség. Mások szerint nem rendelkezett kellő politikai érzékkel a koalíciós kormányzás bonyolult viszonyaihoz, és emiatt reformjait gyakran félbehagyni kényszerült. Emellett az is bírálat tárgya volt, hogy késlekedett a munkásosztály követeléseinek kezelésében, így reformtörekvései nem mindig érték el a kívánt társadalmi hatást.

## Családfa
- John Russell (1766–1839),  Bedford 6. hercege ∞¹ Georgiana Byng (1768–1801) ∞² Georgiana Gordon (1781–1853)
  - ¹Francis Russell (1788–1861),  Bedford 7. hercege ∞ Anna Maria Stanhope (1783–1857)[m 3]
    - William Russell  (1809–1872),  Bedford 8. hercege

  - ¹George Russell (1790–1846)[m 4] ∞ Elizabeth Anne Rawdon (1793–1874)
    - ...innen Bedford hercegei és a cím örökösei
    - Odo Russell (1829–1884),  Ampthill 1. bárója
      - Oliver Russell (1869–1935),  Ampthill 2. bárója
        - John Russell (1896–1973),  Ampthill 3. bárója
          - Geoffrey Russell (1921–2011) ,  Ampthill 4. bárója
            - David Russell (1947–),  Ampthill 5. bárója
            - (1) Anthony John Mark Russell (1952–)
              - (2) William Odo Alexander Russell (1986–)

  - ¹John Russell (1792–1878),  Russell 1. grófja ∞² Frances Anna Maria Elliot-Murray-Kynynmound (1820–1898)
    - ²John Russell (1842–1876)[m 5], Amberley vikomt ∞ Katharine Stanley (1842–1874)
      - Frank Russell (1865–1931),  Russell 2. grófja ∞¹ Mabel Edith Russell (1869–1908) ∞² Marion Cooke ∞³ Mary Annette Beauchamp (1866–1941)
      - Bertrand Russell (1872–1970),  Russell 3. grófja ∞¹ Alys Pearsall Smith (1867–1951) ∞² Dora Winifred Black (1894–1986) ∞³ Patricia Helen Spence (1910–2004) ∞4 Edith Finch Russell (1900–1978)
        - ²John Russell (1921–1987),  Russell 4. grófja
          - három lánya: ◎ Felicity (1945–), Sarah (1946–) és Lucy (1948–1975)

        - ³Conrad Russell (1937–2004),  Russell 5. grófja 
          - Nicholas Russell (1968–2014),  Russell 6. grófja
          - John Russell (1971–),  Russell 7. grófja
            - ...jelenleg nincs a címnek örököse

## Fordítás
- Ez a szócikk részben vagy egészben  a   John Russell, 1st Earl Russell című angol Wikipédia-szócikk ezen változatának fordításán alapul.  Az eredeti cikk szerkesztőit annak laptörténete sorolja fel. Ez a jelzés csupán a megfogalmazás eredetét és a szerzői jogokat jelzi, nem szolgál a cikkben szereplő információk forrásmegjelöléseként.